# 河合伸光
河合 伸光（かわい のぶてる、昭和17年（1942年）3月21日 - ）は日本の実業家。河合商事（株）の元代表取締役社長。
父は元米子市長の河合弘道。

## 経歴
鳥取県米子市出身。
昭和36年（1961年）県立米子東高校卒。
昭和40年（1965年）日本大学文理学部心理学科卒。小林脳行（株）東京本社勤務。昭和45年（1970年）同社退職。
昭和47年（1972年）河合商事を個人創業。昭和48年（1973年）株式会社に法人化。